# Natação no Campeonato Europeu de Esportes Aquáticos de 2022 - 4x100 m medley misto
A prova do revezamento 4x100 metros nado medley misto da natação no Campeonato Europeu de Esportes Aquáticos de 2022 ocorreu no dia 12 de agosto no Foro Italico, em Roma na Itália. 

## Calendário
| Fase          | Data         | Hora  |
| ------------- | ------------ | ----- |
| Eliminatórias | 12 de agosto | 09:55 |
| Final         | 12 de agosto | 19:40 |

Todos os horários estão no horário local (UTC+1)

## Recordes
Antes desta competição, os recordes eram os seguintes:
|                       | Nacionalidade | Tempo   | Local     | Data                |
| --------------------- | ------------- | ------- | --------- | ------------------- |
| Recorde mundial       | Reino Unido   | 3:37.58 | Tóquio    | 31 de julho de 2021 |
| Recorde europeu       | Reino Unido   | 3:37.58 | Tóquio    | 31 de julho de 2021 |
| Recorde do campeonato | Reino Unido   | 3:38.82 | Budapeste | 20 de maio de 2021  |

## Medalhistas
| Ouro                                                                                                | Prata | Bronze                                                                                           |
| Países Baixos · Kira Toussaint · Arno Kamminga · Nyls Korstanje · Marrit Steenbergen · Tessa Giele* | Itália · Thomas Ceccon · Nicolò Martinenghi · Elena Di Liddo · Silvia Di Pietro · Michele Lamberti* · Francesca Fangio* · Ilaria Bianchi* · Leonardo Deplano* | Reino Unido · Medi Harris · James Wilby · Jacob Peters · Anna Hopkin · Lauren Cox* · Greg Butle* |

*Atletas que competiram apenas nas eliminatórias e receberam medalhas

## Resultados

### Eliminatórias
Esses foram os resultados das eliminatórias. 
| Pos. | Bateria | Raia | Nacionalidade | Nadadores | Tempo   | Notas |
| ---- | ------- | ---- | ------------- | --- | ------- | ----- |
| 1    | 1       | 4    | Países Baixos | Kira Toussaint (1:00.22) Arno Kamminga (59.61) Nyls Korstanje (51.63) Tessa Giele (55.18)                       | 3:46.64 | Q     |
| 2    | 1       | 6    | Alemanha      | Ole Braunschweig (53.78) Lucas Matzerath (59.76) Angelina Köhler (58.47) Nele Schulze (55.13)                   | 3:47.14 | Q     |
| 3    | 1       | 3    | Polónia       | Paulina Peda (1:01.85) Dawid Wiekiera (1:00.26) Adrian Jaśkiewicz (51.78) Aleksandra Polańska (54.19)           | 3:48.08 | Q     |
| 4    | 1       | 7    | Reino Unido   | Lauren Cox (1:02.49) Greg Butler (1:00.95) Jacob Peters (52.14) Anna Hopkin (53.46)                             | 3:49.04 | Q     |
| 5    | 2       | 6    | França        | Mary-Ambre Moluh (1:01.96) Antoine Viquerat (1:00.83) Clément Secchi (51.69) Lucile Tessariol (55.44)           | 3:49.92 | Q     |
| 6    | 2       | 7    | Itália        | Michele Lamberti (54.67) Francesca Fangio (1:07.87) Ilaria Bianchi (58.55) Leonardo Deplano (49.10)             | 3:50.19 | Q     |
| 7    | 2       | 5    | Grécia        | Apostolos Christou (54.49) Konstantinos Meretsolias (1:01.28) Anna Ntountounaki (59.46) Theodora Drakou (55.36) | 3:50.59 | Q     |
| 8    | 1       | 2    | Israel        | Aviv Barzelay (1:02.34) Kristian Pitshugin (1:00.93) Ron Polonsky (53.14) Anastasya Gorbenko (54.26)            | 3:50.67 | Q     |
| 9    | 2       | 4    | Suécia        | Hanna Rosvall (1:01.99) Daniel Räisänen (1:00.96) Oskar Hoff (53.46) Sofia Åstedt (55.48)                       | 3:51.89 |       |
| 10   | 1       | 5    | Suíça         | Nina Kost (1:02.55) Jérémy Desplanches (1:00.36) Julia Ullmann (1:00.08) Nils Liess (49.71)                     | 3:52.70 |       |
| 11   | 2       | 1    | Irlanda       | Danielle Hill (1:03.15) Eoin Corby (1:01.35) Brendan Hyland (53.20) Victoria Catterson (55.45)                  | 3:53.15 |       |
| 12   | 2       | 2    | Estónia       | Armin Evert Lelle (56.96) Maria Romanjuk (1:10.82) Daniel Zaitsev (52.35) Aleksa Gold (56.27)                   | 3:56.40 |       |
| 13   | 2       | 8    | Eslováquia    | Tamara Potocká (1:04.32) Andrea Podmaníková (1:10.82) Ádám Halás (54.59) Matej Duša (49.63)                     | 3:59.36 |       |
| 14   | 2       | 3    | Áustria       | | DNS     | DNS   |
| 14   | 1       | 1    | Espanha       | | DNS     | DNS   |

### Final
Esse foi o resultado da final. 
| Pos.              | Raia | Nacionalidade | Nadadores | Tempo   | Notas            |
| ----------------- | ---- | ------------- | --- | ------- | ---------------- |
| Medalha de ouro   | 4    | Países Baixos | Kira Toussaint (59.49) Arno Kamminga (59.19) Nyls Korstanje (50.72) Marrit Steenbergen (52.33)                  | 3:41.73 |                  |
| Medalha de prata  | 7    | Itália        | Thomas Ceccon (52.82) Nicolò Martinenghi (58.13) Elena Di Liddo (58.49) Silvia Di Pietro (54.17)                | 3:43.61 |                  |
| Medalha de bronze | 6    | Reino Unido   | Medi Harris (1:00.20) James Wilby (59.31) Jacob Peters (51.84) Anna Hopkin (53.34)                              | 3:44.69 |                  |
| 4                 | 3    | Polónia       | Paulina Peda (1:00.64) Dawid Wiekiera (59.22) Jakub Majerski (51.13) Aleksandra Polańska (54.21)                | 3:45.20 | Recorde nacional |
| 5                 | 5    | Alemanha      | Ole Braunschweig (53.85) Lucas Matzerath (59.25) Angelina Köhler (58.36) Nele Schulze (55.08)                   | 3:46.54 |                  |
| 6                 | 2    | França        | Emma Terebo (1:00.93) Antoine Viquerat (1:00.14) Marie Wattel (57.57) Charles Rihoux (48.13)                    | 3:46.77 |                  |
| 7                 | 1    | Grécia        | Apostolos Christou (53.05) Konstantinos Meretsolias (1:00.87) Anna Ntountounaki (57.92) Theodora Drakou (55.60) | 3:47.44 |                  |
| 8                 | 8    | Israel        | Aviv Barzelay (1:01.75) Kristian Pitshugin Ron Polonsky Anastasya Gorbenko                                      | DSQ     | DSQ              |

Legenda
| Recorde mundial       | Recorde mundial (World record)               |                       | Recorde africano                      | Recorde africano (African) |                                           | Q | Classificado por posição (Qualified) |
| Recorde do campeonato | Recorde do campeonato (Championship record)  | Recorde da América    | Recorde da América (Americas)         | q                          | Classificado por melhor tempo (Qualified) |   |                                      |
| Melhor marca do ano   | Melhor marca do ano (World leading)          | Recorde asiático      | Recorde asiático (Asian)              | DNS                        | Não largou (Did not start)                |   |                                      |
| Recorde nacional      | Recorde nacional (National record)           | Recorde europeu       | Recorde europeu (European)            | DNF                        | Não terminou (Did not finish)             |   |                                      |
| Recorde pessoal       | Recorde pessoal do atleta (Personal best)    | Recorde da Oceania    | Recorde da Oceania (Oceania)          | DSQ / DQ                   | Desclassificado (Disqualified)            |   |                                      |
| Recorde da temporada  | Recorde da temporada do atleta (Season best) | Recorde sul-americano | Recorde sul-americano (South America) | NM                         | Sem marca (No mark)                       |   |                                      |